# Pirates of the Caribbean: Jack Sparrow
Pirates of the Caribbean: Jack Sparrow, ook bekend als The Adventures of Jack Sparrow, is een boekenreeks bedoeld voor jonge lezers in de leeftijd negen tot twaalf jaar. De boeken zijn gebaseerd op de filmreeks Pirates of the Caribbean, en verhalen over de tienerjaren van Jack Sparrow, voor hij piraat werd.
De boeken zijn geschreven door Rob Kidd, en gepubliceerd door Disney Press. De serie werd later opgevolgd door Pirates of the Caribbean: Legends of the Brethren Court.

## Boeken in de reeks
1. The Coming Storm
2. The Siren Song
3. The Pirate Chase
4. The Sword of Cortés
5. The Age of Bronze
6. Silver
7. City of Gold
8. The Timekeeper
9. Dance of the Hours
10. Sins of the Father
11. Poseidon's Peak
12. Bold New Horizons
13. The Tale of Billy Turner (and other stories)

## Personages
Filmpersonages die ook in de boeken voorkomen zijn Jack Sparrow, Davy Jones, Tia Dalma, Bill Turner (in de boeken nog Billy genaamd) en Edward Teague.
Personages die er voor de boeken bij zijn bedacht zijn:
Fitzwilliam P. Dalton IIIEen jonge Britse aristocraat, die in het eerste boek lid wordt van Jacks bemanning daar hij zijn rijke leventje te saai vindt worden. Hij en Jack haten elkaar daar hij Jack middels een duel heeft gedwongen hem aan boord te nemen. Hun argumenten zijn de vrolijke noot van de reeks.
Arabella Smithde dochter van een barman uit Tortuga. Haar moeder is ontvoerd door piraten. Jacks crew vecht vaak voor haar aandacht, maar ze krijgt met geen van hen een serieuze relatie. Ze praat vaak als een piraat.
Jean MaglioreEen 13-jarige jongen uit New Orleans, wiens zus door Tia Dalma in een kat is veranderd. Hij heeft een onweerstaanbare liefde voor eten.
Constance Magliorede zus van Jean, die door Tia Dalma in een kat is veranderd. Ondanks dat ze een kat is, houdt ze er wel enkele menselijke trekjes op na.
TumenEen Maya die als slaaf is verkocht aan piraten. Hij is goede vrienden met Jean en Constance.
Kapitein Torrentseen gewelddadige piraat met de bovennatuurlijke gave om stormen te beheersen.
Left Foot Louiseen piraat met twee linkervoeten. Hij was verantwoordelijk voor de ontvoering van Arabella’s moeder.
Hernan Cortezde beroemde Spaanse ontdekkingsreiziger, wiens geest in het derde boek voorkomt.
Moctezuma IIEen voormalige Azteekse keizer, wiens geest in een eeuwige strijd is verwikkeld met Cortez.
Madame Minuiteen machtige en aantrekkelijke heks. Ze heeft de macht over slangen.
Tim HawkEen jongen die eerst onder invloed staat van Madame Minuit, maar zich later tegen haar keert. Hij is een parodie op Jim Hawkins uit het boek Schateiland.
Mr. Silverbackeen piraat van het schip Fleur de la Mort. Hij heeft een kristallen kunstbeen en tanden.
Laura SmithDe moeder van Arabella, die jaren terug werd ontvoerd door piraten en nadien dood gewaand. In werkelijkheid is ze zelf een piraat geworden, met een eigen crew en schip.
Mr. ReeceLaura’s eerste stuurman.

## Schepen
Barnacleeen oud vissersschip waar Jack het bevel over voerde. Hij vond het schip in Tortuga.
Grand BarnacleEen alternatieve vorm van de Barnacle. Door toedoen van de geest van Cortés veranderd het schip tijdelijk in een machtig galjoen.
La Fleur de la Mortehet piratenschip van Laura Smith. Het heeft magische blauwe zeilen die het onzichtbaar maken.
Cutlasshet schip van Left-Foot Louis.
The Flying Dutchmanhet legendarische spookschip van Davy Jones.
Misty Ladyhet schip van Edward Teague.